# Tausonite
La tausonite est la forme minérale rare du titanate de strontium, de formule chimique SrTiO3,,. Elle se trouve sous forme de cristaux cubiques et de masses cristallines rouges à orange-brun.
C'est un membre du groupe de la pérovskite.
Elle a été décrite pour la première fois en 1982 pour une occurrence dans une syénite intrusive à Tausonite Hill, monts Murun (en), plateau Olyokma-Chara (en), république de Sakha (ou Yakoutie), faisant géologiquement partie du massif de l'Aldan en Sibérie orientale, Russie. Elle a été nommée d'après le géochimiste russe Lev Vladimirovitch Tauson (1917–1989). Elle a également été signalée dans un dyke à fénite (en) associé à un complexe carbonatite à Sarambi, département de Concepción, au Paraguay et dans des roches métamorphiques haute pression dans la zone de la rivière Kotaki sur l'île de Honshū, au Japon.